# Pterinopsyllus illgi
Pterinopsyllus illgi is een eenoogkreeftjessoort uit de familie van de Pterinopsyllidae. De wetenschappelijke naam van de soort is voor het eerst geldig gepubliceerd in 1973 door Wilson M.S..